# Maxburretia gracilis
Maxburretia gracilis là loài thực vật có hoa thuộc họ Arecaceae. Loài này được Karl Ewald Maximilian Burret mô tả lần đầu tiên năm 1941 dưới danh pháp Symphyogyne gracilis, năm 1978 được John Dransfield chuyển sang chi Maxburretia với danh pháp như đề cập trong bài.